# Jacobstow
Ne doit pas être confondu avec Jacobstowe.
Jacobstow (Lannjago en cornique) est un village et une paroisse civile de Cornouailles, en Angleterre. Il est situé dans le nord du comté, à une dizaine de kilomètres au sud de la ville de Bude. Au recensement de 2011, il comptait 522 habitants avec le hameau voisin de Bennacott.

## Étymologie
Le toponyme Jacobstow désigne un lien saint dédié à saint Jacques. Il se compose de Jacob, la forme latine du nom Jacques, et de l'élément vieil-anglais stōw. Ce nom est attesté sous la forme Jacobestowe en 1270.